# Žumberk
Žumberk là một chợ huyện thuộc huyện Chrudim, vùng Pardubický, Cộng hòa Séc.